# Isandra

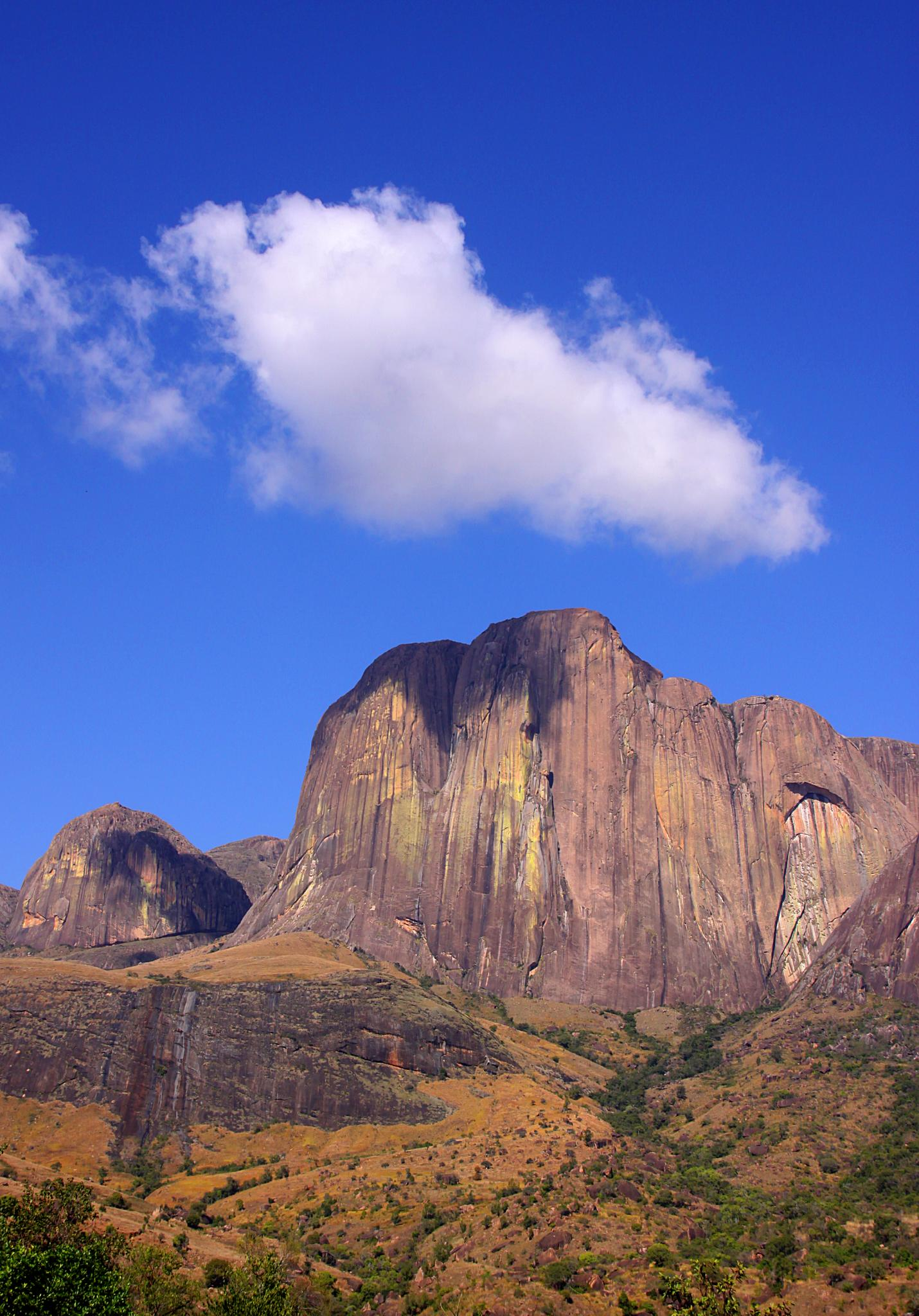
De kliffen van Isandra

De grotten en kliffen van Isandra bevinden zich in het culturele gebied van de Betsileo in Madagaskar, ongeveer 30 kilometer van de regionale hoofdstad Fianarantsoa.

## Beschrijving
Isandra bestaat uit een groot, noord-zuid gerichte granieten klif, die is uitgesleten over en periode van miljoenen jaren. Door grondverschuivingen worden granietblokken op de bodem van de kliffen opgestapeld en creëren zo open ruimtes en grotten. In de 17e en 18e eeuw werden enkele van deze grotten bewoond door inwoners van Madagaskar omdat deze veel defensieve mogelijkheden boden. Zij verstevigden de grotten verder met steen en mortel.

## Werelderfgoed
Deze locatie is toegevoegd op de lijst van UNESCO Werelderfgoedlijst in Madagaskar op 14 november 1997 in de categorie 'Gemengd (Cultureel + Natuurlijk)'.